# Beddomeia forthensis
Beddomeia forthensis é uma espécie de gastrópode  da família Hydrobiidae.
É endémica da Austrália.